# Hình vị
Hình vị (tiếng Anh: morpheme), còn gọi là ngữ tố, từ tố, là đơn vị ngữ pháp nhỏ nhất có nghĩa của một ngôn ngữ. Lĩnh vực nghiên cứu hình vị là hình thái học (còn gọi là từ pháp học). Hình vị khác từ ở chỗ: có hình vị có thể đứng riêng một mình, và cũng có hình vị bị lệ thuộc. Trong khi đó một từ, theo định nghĩa, luôn có khả năng đứng độc lập một mình.
Ví dụ như trong tiếng Anh: chair là "cái ghế", vừa là một từ, vừa là một hình vị.
Khi viết chairs, tức là số nhiều "hơn một cái ghế" thì tuy là một từ nhưng có hai hình vị: chair (hình vị độc lập chỉ cái ghế) và -s (hình vị lệ thuộc chỉ số nhiều). Hình vị -s không thể đứng riêng nên không là một từ. Dù vậy nó có ngữ nghĩa nhất định.
Tương quan hình vị và từ là một yếu tố quan trọng trong phân loại các ngôn ngữ thế giới. Ngôn ngữ cách thể như tiếng Việt thì một hình vị là một tiếng hay một chữ. Ngôn ngữ chắp dính như tiếng Nhật thì trong một từ có nhiều hình vị.